# James Wilson
James Antony Wilson (født 1. december 1995) er en engelsk professionel fodboldspiller, som spiller for EFL League One-klubben Port Vale.

## Klubkarriere

### Manchester United
Wilson kom igennem ungdomsakademiet hos Manchester United, og fik sin førsteholdsdebut den 6. maj 2014 i en Premier League-kamp imod Hull City, og scorede her to mål da United vandt 3-1. Dette blev dog højdepunktet for Wilsons tid hos United, da han døjede med skadesproblemer, og ikke lykkedes at etablere sig på holdet under de næste to trænere Louis van Gaal og José Mourinho. Han forlod klubben ved kontraktudløb i juli 2019.

#### Lejeaftaler
Wilson tilbragte lejeaftaler hos Brighton & Hove Albion, Derby County og Sheffield United i løbet af sin tid hos Manchester United.

### Aberdeen
Wilson skiftede i august 2018 til skotske Aberdeen på en lejeaftale. Efter han havde forladt Manchester United, så skiftede han tilbage til Aberdeen på en fri transfer.

### Salford City
Wilson skiftede i januar 2020 til League Two-klubben Salford City. Han scorede to mål på sin debut i et 3-2 nederlag til Plymouth Argyle.

### Port Vale
Wilson skiftede i juni 2021 til Port Vale. Han scorede et hattrick den 6. november 2021 i en FA Cup-kamp imod Accrington Stanley. Han var i 2021-22 sæsonen med til, at Port Vale rykkede op i League One. Han scorede det andet mål, og blev kåret som kampens spiller i oprykningsfinalen, hvor at Port Vale slog Mansfield Town 3-0.

## Landsholdskarriere
Wilson har repræsenteret England på flere ungdomsniveauer.